# WRB – Höllenthal und Neunkirchen
Die Dampflokomotiven „HÖLLENTHAL“ und „NEUNKIRCHEN“ waren Personenzuglokomotiven der Wien–Raaber (Gloggnitzer) Eisenbahn (WRB).
Diese beiden Lokomotiven waren die letzten Maschinen, die von der WRB im Ausland beschafft wurden.
Sie wurden von Sharp 1842 geliefert und unterschieden sich nur in Details von den Maschinen „GLOGGNITZ“ bis „NEUSTADT“.
Alle Maschinen kamen 1853 zur Südlichen Staatsbahn und wurden von dieser 1854 in Maschinen mit der Achsformel 1B umgebaut.
Gemeinsam mit den beiden Lokomotiven „SCHOTTWIEN“ und „MEIDLING“ kamen sie 1856 zur Östlichen Staatsbahn, wo sie die neuen Namen „SEDISZÓW“ und „CZARNO“ erhielten.
Von dort scheinen sie bei der Übernahme der Östlichen Staatsbahn durch die Galizische Carl Ludwig-Bahn (CLB) noch zur CLB gekommen zu sein.